# Giulio Carmignani
Giulio Carmignani (n. 14 septembrie 1813, Parma, Franța – d. 16 ianuarie 1890, Parma, Italia) a fost un pictor peisagist și literator italian.

## Biografie
S-a născut în Parma. Tatăl său a fost un tipograf, iar el a continuat tradiția familiei, lucrând timp de douăzeci și trei de ani ca director la „Tipografia Carmignani”, al cărui client principal a fost Gazzetta di Parma⁠(d). Cu toate acestea, a fost atras mai mult de literatură și pictură, în special de peisaje. Este probabil ca primul său profesor să fi fost Giuseppe Boccaccio⁠(d), un artist și scenograf asociat cu Accademia di Belle Arti di Parma⁠(d), al cărui stil a alternat între neoclasicism și romanticism.
În 1840, a început să-și expună lucrările la Palazzo del Giardino⁠(d) și, după 1855, la „Societatea pentru încurajarea artelor și meșteșugurilor”, unde a fost și consilier. În 1859, a renunțat la meseria de tipograf și s-a dedicat în întregime activităților creative. Cele mai multe dintre pânzele sale se concentrează pe scene din orașul Parma, iar stilul său de mai târziu arată influența lui Luigi Marchesi și, după o vizită la Napoli, a Școlii Posillipo.

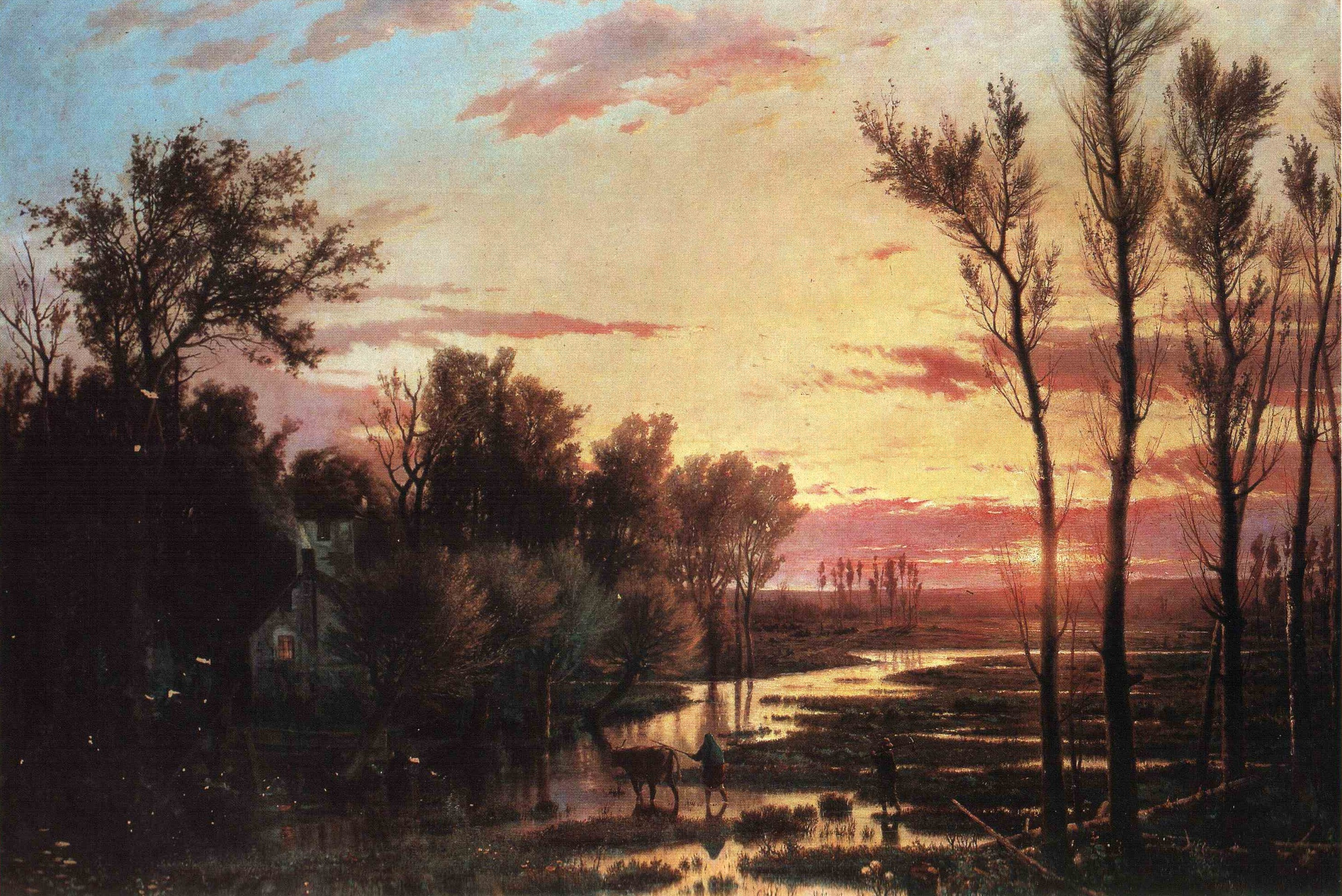
Apus după ploaie

O influență majoră asupra stilului său a venit de la fiul său Guido Carmignani, care va deveni și el un pictor remarcabil. Guido făcuse o călătorie la Paris pentru a cerceta cele mai recente tendințe în artă și i-a împărtășit entuziasmul pentru acestea, în special pentru școala Barbizon. Inspirat de aceasta, Giulio a creat ceea ce se consideră a fi capodoperele sale: „Un tramonto dopo la pioggia” (Apus de soare după ploaie, 1864) și „Colpo di Vento” (Rafală de vânt, 1870), ambele fiind acum în Galleria nazionale di Parma⁠(d).
Mai târziu, a suferit de un tremur al mâinilor (probabil boala Parkinson) care l-a împiedicat să picteze. După aceea, s-a dedicat studiilor literare, inclusiv unei traduceri a lui Horațiu. A murit în 1890 la Parma. O stradă de acolo este numită în onoarea sa.